# 伏波公园

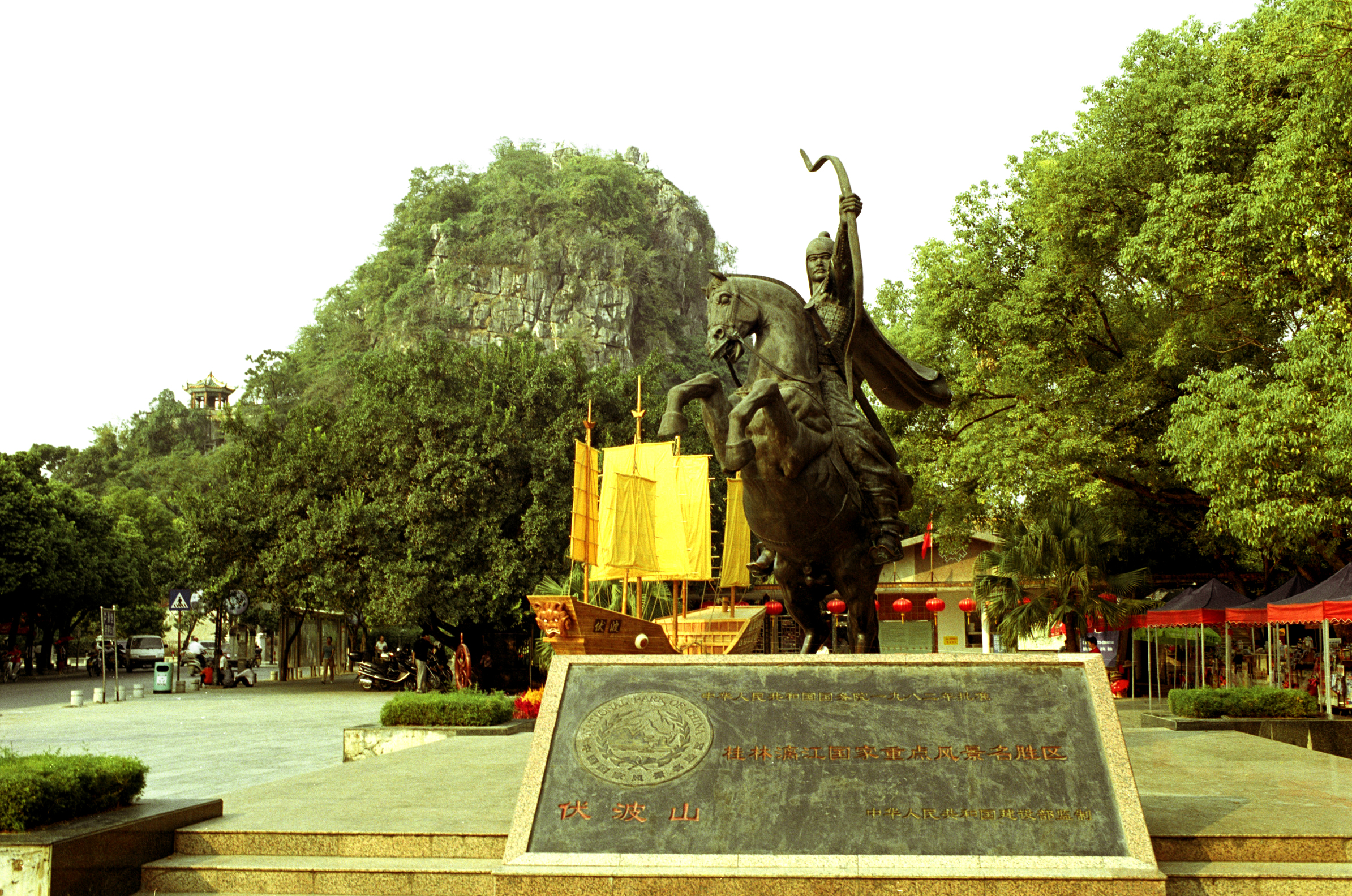
伏波公园景區

伏波公园位于广西桂林市区中部偏东北，漓江的西畔，沿滨江路往北可达。公园内大多是山麓庭园，有伏波山而得名，为城市山林式公园，总面积0.86公顷，其中山体面积0.7公顷。

## 印象
公园的主要景致由伏波山和山前的多级山地庭园组成。

### 伏波山
人们以伏波将军（马援）命名此山，纪念他平定二征起义之后为当地人的“穿渠灌溉以利其民”（《后汉书·马援列传》）。伏波山孤峰耸立，一半枕于陆地，一半插入水面，山并不高，大概63米，宽60米，海拔213米。
山上多洞有 还珠洞（又名伏波岩）、 珊瑚洞、千佛岩（即千佛洞）等，还有著名的“伏波胜境”。

### 庭园
多级山地庭园分三级，以休息为主的平台庭院，伏波回廊二级台地庭院，伏波胜境一级台地庭院。
平台庭院主要有茶室和茶房，由于山顶没有亭子，所以这里是供游人休息和调整地方。二级平台上，伏波山前的土坡和“凵”形游廊建筑形成伏波回廊，廊前由亭子，“千人锅”存放于此。回廊内即为庭院，院内多种植各种花草。游廊的台阶连接着第三级平台，这级平台与茶室和庭院相衔，每走一处都有不同的景致。

## 历史
千人锅口径5尺余，深两尺余，是清代康熙三年（1664年）时所造。一次可煮三百斤米供千人吃，因此得名